# Rehilete (Guanajuato)
Rehilete es una localidad del estado mexicano de Guanajuato. Es parte del municipio de Villagrán. Fue fundada el 15 de octubre de 2012.

## Demografía
| Censo | Población |
| ----- | --------- |
| 2020  | 4 428     |